# Tina Cousins

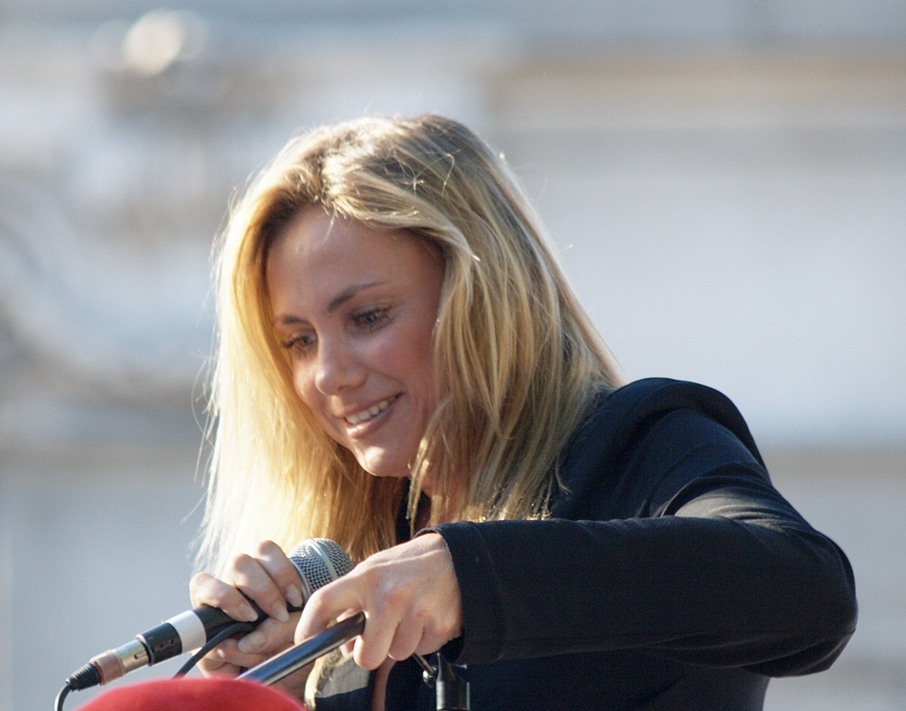
Tina Cousins, juli 2008

Tina Cousins (Leigh-on-Sea (Essex), 20 april 1971) is een Britse zangeres en voormalig fotomodel. Cousins legde zich vooral toe op dancemuziek en scoorde een aantal hits waaronder Killin' time (1997) en Pray (1998). Haar grootste hit Mysterious times (1998) was een samenwerking met de Duitse dj Sash!.

## Biografie
Tina Cousins begon haar loopbaan als kapster en later als fotomodel. Zo is ze te zien in de videoclip van het nummer Sexdrive (1991) van de The Rolling Stones. Ze kan ook zingen. Zo doet ze een bijdrage aan de houseplaat Touch Me (1993) van David Osborne, hoewel dat geen hit is. Succes komt wanneer ze tijdens een evenement een zangeres vervangt die heeft afgezegd. Haar talent wordt opgemerkt door producer Pete Waterman (Stock, Aitken & Waterman). Samen met producers Mark Topham & Karl Twigg produceert Waterman het nummer Killin' time, dat vooral in Nederland en Finland een hit is. Nog veel groter is het succes als ze door de Duitse producer Sash! wordt gevraagd om het nummer Mysterious times (1998) te zingen. Een hit waarmee ze in het Verenigd Koninkrijk de tweede plaats behaalde. Beide hits staan op het album Killing Time. (1999), dat in Nederland de albumlijst haalt. Ze is ook aanwezig op de ABBA-tribute single Thank ABBA for the music (1999). Hierna maakte ze nog een aantal nummers met verschillende artiesten, maar grote hits werden niet meer gescoord. Wel is haar bijdrage aan Just Around The Hill van Sash! nog een hit in meerdere landen. Daarna is het enkele jaren stil rondom haar.
Grotere populariteit geniet ze daarna in Australië, waar ze in 2005 aan een comeback begon met de singles Come to me  en een cover van Wonderful life van Black. Er verschijnt ook een nieuw album met Mastermind als titel. In 2006 werkte ze mee aan het album Mainline van 4 Strings: op het nummer Diamonds nam zij de zang voor haar rekening. In 2010 heeft ze nog een bescheiden hitje met haar bijdrage aan Can't hold back van Bellatrax. Ook werlt ze nog mee aan enkele singles van de dancegroep DCX.

## Discografie

### Albums
| Album met eventuele hitnotering(en) in de Nederlandse Album Top 100 | Datum van verschijnen | Datum van binnenkomst | Hoogste positie | Aantal weken | Opmerkingen |
| ------------------------------------------------------------------- | --------------------- | --------------------- | --------------- | ------------ | ----------- |
| Killing time                                                        | 02-07-1999            | 24-07-1999            | 69              | 2            |             |

### Singles
| Single met eventuele hitnotering(en) in de Nederlandse Top 40 | Datum van verschijnen | Datum van binnenkomst | Hoogste positie | Aantal weken | Opmerkingen                                                                  |
| ------------------------------------------------------------- | --------------------- | --------------------- | --------------- | ------------ | ---------------------------------------------------------------------------- |
| Killin' time                                                  | 07-08-1997            | 17-09-1997            | 23              | 7            | Nr. 23 in de Single Top 100 / Dancesmash op Radio 538                        |
| Angel                                                         | 1997                  | 11-10-1997            | tip21           | -            |                                                                              |
| Mysterious times                                              | 1998                  | 15-08-1998            | 17              | 8            | met Sash! / Nr. 17 in de Single Top 100 / Dancesmash op Radio 538            |
| Pray                                                          | 06-11-1998            | 28-11-1998            | 29              | 4            | Nr. 34 in de Single Top 100                                                  |
| Thank ABBA for the music                                      | 1999                  | 24-04-1999            | 14              | 12           | met B*witched, Billie Piper, Cleopatra & Steps / Nr. 14 in de Single Top 100 |
| Forever                                                       | 1999                  | 26-06-1999            | tip21           | -            |                                                                              |
| Just around the hill                                          | 20-03-2000            | 25-03-2000            | tip9            | -            | met Sash! / Nr. 60 in de Single Top 100                                      |
| Can't hold back                                               | 2010                  | 27-03-2010            | tip13           | -            | met Bellatrax / Nr. 88 in de Single Top 100                                  |

| Single met hitnotering(en) in de Vlaamse Ultratop 50 | Datum van verschijnen | Datum van binnenkomst | Hoogste positie | Aantal weken | Opmerkingen                                    |
| ---------------------------------------------------- | --------------------- | --------------------- | --------------- | ------------ | ---------------------------------------------- |
| Mysterious times                                     | 1998                  | 01-08-1998            | 13              | 13           | met Sash!                                      |
| Pray                                                 | 1998                  | 28-11-1998            | 12              | 16           |                                                |
| Killin' time                                         | 1999                  | 10-04-1999            | 30              | 9            |                                                |
| Thank ABBA for the music                             | 1999                  | 17-04-1999            | 23              | 11           | met B*witched, Billie Piper, Cleopatra & Steps |
| Forever                                              | 1999                  | 26-06-1999            | tip9            | -            |                                                |
| Just around the hill                                 | 2000                  | 01-04-2000            | 37              | 4            | met Sash!                                      |

- Bibliothèque nationale de France: cb14025626p (data)
- Gemeinsame Normdatei: 135089891
- International Standard Name Identifier: 0000 0000 5515 9247
- Library of Congress Control Number: n2002076672
- MusicBrainz: 57edfe13-c21a-4e94-9f60-67d865f02db2
- Virtual International Authority File: 11669211
- WorldCat: E39PBJxd3H6pbbtFWrJjftkqwC